# Terry Frost
Pour les articles homonymes, voir Frost.
Sir Terry Frost, né le 13 octobre 1915 à Royal Leamington Spa et décédé le 1er septembre 2003, est un peintre et graveur abstrait anglais parmi les plus célèbres du Royaume-Uni et des plus influents de la fin du XXe siècle.
Il a été élu membre de la Royal Academy en 1995 et anobli par la reine Élisabeth II en 1998.

## Biographie
Terry Frost commence sa carrière d’artiste vers ses trente ans après avoir quitté l'école à 14 ans et occupé différents travaux liés à l’électricité et la radio. Prisonnier de guerre en Bavière en Allemagne pendant 4 ans, il découvre alors la peinture par l’intermédiaire de Adrian Heath prisonnier comme lui. L'expérience de la captivité a été aussi une expérience spirituelle dont la profondeur ne l’a jamais quitté.
Après la guerre il suit les cours de Victor Pasmore et Coldstream à la Camberwell School of Art et de Ben Nicholson à la St. Ives School of Art qui le conduit de la figuration vers l’abstraction. Il devient alors l’assistant de Barbara Hepworth. Sa première exposition a lieu à Londres en 1952 et à New York en 1960. En 2000 la Royal Academy of Arts de Londres organise une rétrospective de son œuvre.

## Œuvre
L’œuvre de Terry Frost reflète sa joie de vivre et sa gratitude d’avoir survécu à ses quatre ans de captivité. Prenant son inspiration des plaisirs simples de l’existence, le soleil, la lune, l’eau et de formes géométriques simples cercles, carrés, courbes qu'il combine librement en un événement singulier.
Il enseigne à la Bath Academy of Art, à l'université de Leeds et à l'université de Reading.
Marié en 1945 père de six enfants, son fils Anthony Frost (1951) est un peintre abstrait reconnu, son second fils Stephen Frost est comédien.